# Der Tee am Nachmittag

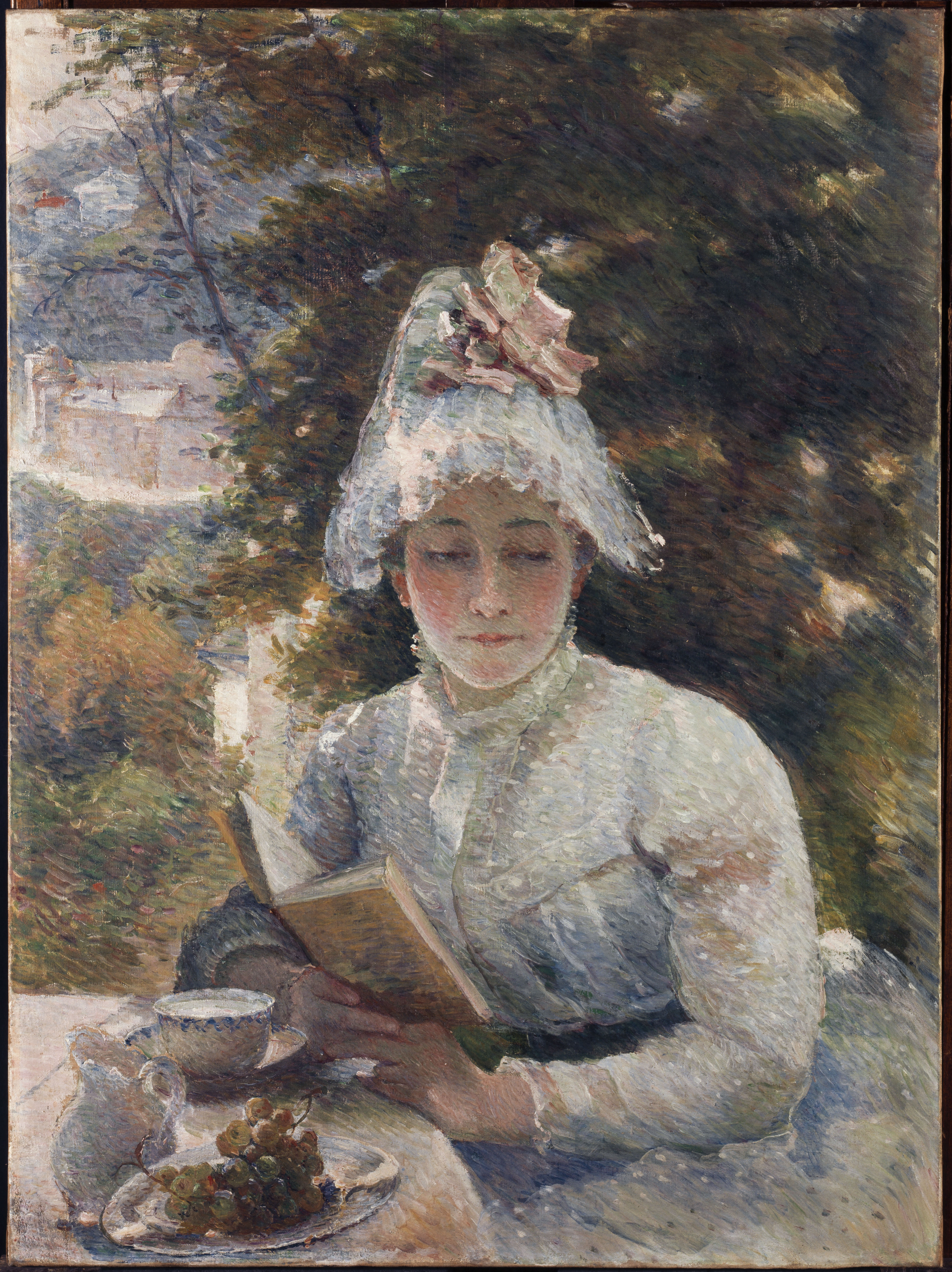
Der Tee am Nachmittag
Marie Bracquemond, um 1880
81,5 × 61,5 cm
Öl auf Leinwand
Musée des Beaux-Arts de la Ville de Paris, Paris

Der Tee am Nachmittag oder Die Teestunde (französisch: Le Goûter) ist ein um 1880 entstandenes Gemälde der französischen Malerin Marie Bracquemond. Es zeigt das Porträt der Schwester Louise vor sommerlicher Kulisse im Pariser Vorort Sèvres. Das 81,5 × 61,5 cm große, in Öl auf Leinwand gemalte Bild gehört zur Sammlung des Musée des Beaux-Arts de la Ville de Paris.

## Bildbeschreibung
Das als Hochformat ausgeführte Gemälde zeigt zentral in der Bildmitte das Porträt von Louise Quivoron, der Schwester der Malerin. In einer sommerlichen Szenerie sitzt die junge Frau in Frontalansicht auf einer Terrasse, hinter der sich das üppige Grün der Bäume und am linken Rand der Blick auf einen Ort in hügeliger Landschaft zeigt. Auf einem runden Tisch, der vom linken und unteren Bildrand angeschnitten ist, stehen eine Tasse mit Untertasse, ein Kännchen sowie ein Teller mit einigen Weintrauben. Tasse und Kännchen führen zum Bildtitel Le Goûter, mit dem eine Zwischenmahlzeit am Nachmittag gemeint ist, bei der Tee aber auch Kaffee gereicht wird. Die Trauben, wie auch das üppige Grün des Hintergrundes, verweisen auf den Spätsommer als Entstehungszeit des Bildes.
Zur warmen Jahreszeit passt auch das weiße Kleid der Dargestellten, das vom rechten und unteren Bildrand im Bereich der Hüfte abgeschnitten wird. Das Kleid ist am Hals mit einem kleinen Stehkragen versehen und es hat lange Ärmel, die bis zum Handgelenk reichen. Obwohl das Kleid den Körper fast vollständig umschließt, wirkt es durch sein teilweise transparent erscheinendes Material luftig und leicht. Vor allem im Bereich des linken Ärmels ist deutlich die Haut der Porträtierten zu sehen. Hierbei scheinen am Oberarm einzelne weiße Punkte auf der Kleidoberfläche zu schweben und am Unterarm ist zu erkennen, wie ein Seidenband in die Struktur des Kleides eingearbeitet wurde. Zu den anderen Details des Kleides gehören – neben zahlreichen weiteren weißen Punkten auf der Oberfläche – die deutlich versteifte Knopfleiste vorn in der Mitte und ein dunkler Gürtel um die Taille. Ebenfalls aus dunklem Material ist ein Unterkleid, das teilweise durch das weiße Sommerkleid durchscheint. Die Garderobe wird ergänzt durch einen kegelförmigen weißen Sommerhut aus feiner Spitze, auf dem dekorativ ein Arrangement aus lachsfarbenen Bänder angebracht ist.
Die Hände der Porträtierten sind auf die Tischkante gestützt und halten ein geöffnetes Buch, deren gelblicher Einband mit der Vorderseite zum Bildbetrachter zeigt, jedoch keinen Titel preisgibt. Der Blick von Louise Quivoron geht hingegen nicht zum Buch, sondern sie fixiert einen Punkt rechts außerhalb des Bildes. Ihre Augen sind dabei nur wenig geöffnet. Ihr Gesicht liegt fast vollständig im Bereich des Schattens, den der Sommerhut ihr spendet. Von ihrem Kopfhaar ist nur ein Ansatz oberhalb der freistehenden Ohren zu sehen, während der Rest vermutlich hochgesteckt vom Hut verborgen wird. Oberhalb der Augen sind als dünne Linien die Augenbrauen zu erkennen. Ihr Teint ist auf den Wangen, dem Nasenrücken und am Kinn in einem Rosaton wiedergegeben, um den Mund und an den Seiten gibt es zudem einige fast weiße Hautpartien. Im Kontrast hierzu stehen die geschlossenen roten Lippen, die den schmalen Mund formen. All diese Details ergeben das Bild einer kultivierten jungen Dame, die bei einer Teepause die Lektüre eines Buches unterbrochen hat und für einen Moment ihre Gedanken schweifen lässt.
Direkt hinter der Dargestellten gibt es das flirrende Grün der Blätter eines Baumes. Das helle Kleid der Louise Quivoron kontrastiert hierbei mit dem dunklen Grün der Blätter, die als wilde Farbtupfer kaum Details aufweisen. Nur links ist ein einzelner Ast deutlich erkennbar, der den Übergang zur Landschaft markiert, die als schmaler Streifen den Hintergrund komplettiert. In auffälliger Vielfalt sind hier verschiedene Ebenen hintereinander gestaffelt. Direkt neben Louise Quivoron geht der Blick hinunter in ein Tal mit dichtem Baumbestand. Auf halber Höhe steht ein großes Gebäude mit rotem Mauerwerk. Dahinter erhebt sich ein dunkler Berg, an dessen Hang weitere kleine Häuser stehen. In der linken oberen Ecke ist zudem ein Stück vom Himmel zu sehen.
Marie Bracquemond hat das Bild mit zahlreichen kleinen, dicht gedrängten Strichen gemalt. Diese Technik hatte sie von Henri Fantin-Latour übernommen, den sie sehr bewunderte. Mit dieser Technik gelang es ihr, an einzelnen Stellen von Gesicht, Kleid und Landschaft besondere Lichteffekte zu erzielen, wobei die hellen Schatten in verschiedenen Blau-, Grün- und Rosatöne gemalt wurden. Das Bild ist weder datiert noch signiert.

## Hintergrund

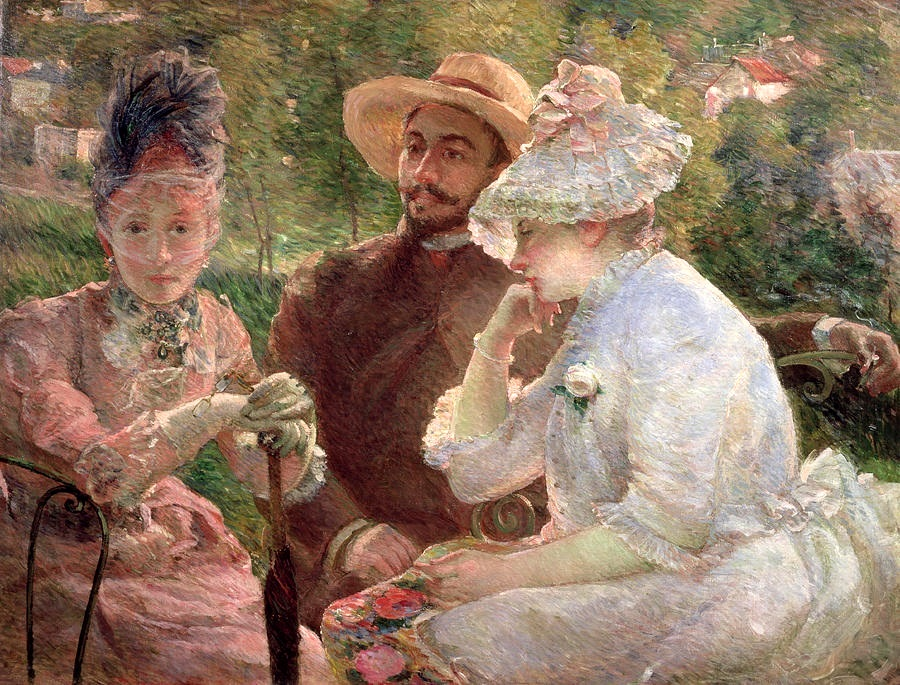
Marie Bracquemond: - Auf der Terrasse in Sèvres, 1880

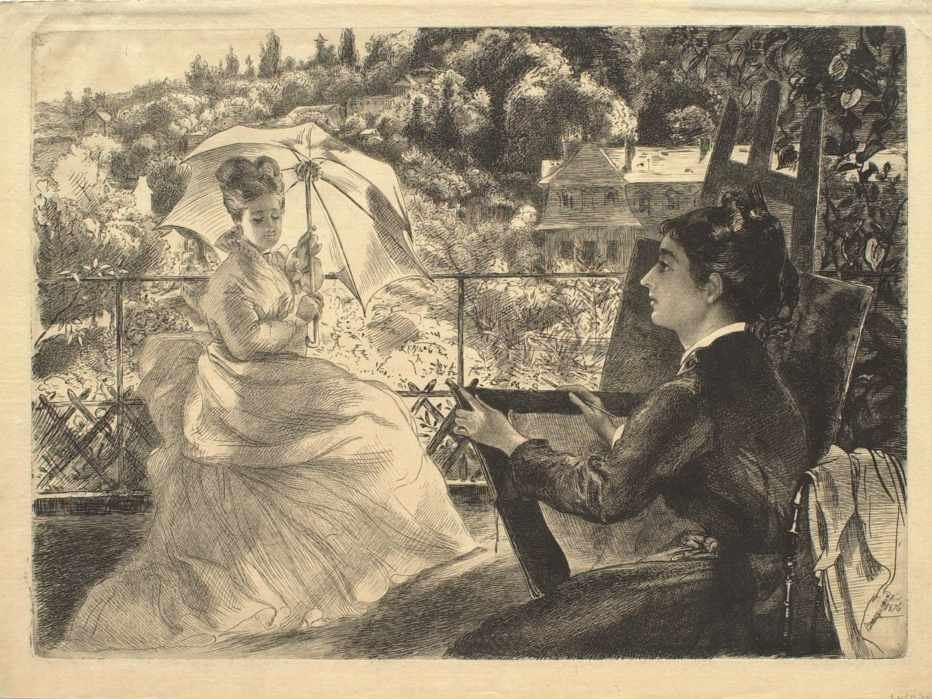
Félix Bracquemond: Terrasse der Villa Brancas, 1876

Das Gemälde Der Tee am Nachmittag entstand im Garten der Villa Brancas in Sèvres, dem Wohnort von Marie Bracquemond und ihrer Familie. Die im Bild porträtierte Schwester Louise gehörte zu den bevorzugten Modellen der Künstlerin. Im 1880 gemalten Bild Auf der Terrasse in Sèvres (Musée du Petit Palais, Genf) ist sie in ähnlicher Aufmachung an gleicher Stelle zu sehen, allerdings in Gesellschaft einer weiteren Frau und eines Mannes. Es ist daher gut möglich, dass das Gemälde Der Tee am Nachmittag im selben Jahr entstanden ist. Bereits 1876 fertigte ihr Mann Félix Bracquemond eine Zeichnung an, auf der Marie Bracquemond beim Porträtieren ihrer Schwester auf der Terrasse in Sèvres zu sehen ist. Auch wenn dort nicht die Szene des Gemäldes Der Tee am Nachmittag gezeigt wird, gibt diese Zeichnung einen Hinweis darauf, dass für das Ölbild auch ein Zeitpunkt vor 1880 als Entstehungsjahr in Frage kommt.
Motiv und Malweise des Gemäldes Der Tee am Nachmittag zeigen deutlich den Einfluss der Maler des Impressionismus. Marie Bracquemond hatte 1879 und 1880 an den Gruppenausstellungen der Impressionisten teilgenommen und stand mit Künstlern wie Edgar Degas, Pierre-Auguste Renoir und Claude Monet in Kontakt. 1886 nahm sie auch an der letzten Schau der Gruppe teil, gab allerdings 1890 die Malerei ganz auf. Der Tee am Nachmittag gehört zu den bekanntesten Werken von Marie Bracquemond, die insgesamt nur ein kleines Œuvre hinterlassen hat. Das Bild ist eines der wenigen Werke der Künstlerin in einer öffentlichen Sammlung. Ihr Sohn Pierre Bracquemond verkaufte das Bild nach dem Tod seiner Eltern 1919 dem Musée des Beaux-Arts de la Ville de Paris.